# Supercoppa italiana (calcio a 5 femminile)
La Supercoppa italiana femminile è una competizione di calcio a 5 per club fondata nel 2005 nella quale si affrontano le vincitrici del campionato di Serie A e le vincitrici della Coppa Italia.

## Albo d'oro
| Stagione | Sede                | Vincitore         | Finalista            | Risultato |
| -------- | ------------------- | ----------------- | -------------------- | --------- |
| 2005     | Paestum             | Real Statte       | DuePonti Roma        | 3-2 (dts) |
| 2006     | Eboli               | Real Statte       | Virtus Roma Ciampino | 4-1       |
| 2007     | Pescara             | Pescara           | Imolese              | ?-?       |
| 2008     | Colleferro          | Real Statte       | Lazio Woman          | 3-2       |
| 2009     | Cisternino          | Real Statte       | Pescara              | 9-1       |
| 2010     | Cercola             | ISEF Poggiomarino | Torrino              | 2-1 (dts) |
| 2011     | Montesilvano        | Montesilvano      | Real Statte          | 4-1       |
| 2012     | Reggio Calabria     | Pro Reggina       | Kick Off             | 5-0       |
| 2013     | Chieti              | Sinnai            | AZ Gold              | 3-2       |
| 2014     | Fiano Romano        | Lazio Femminile   | Ternana              | 44-0      |
| 2015     | Terni               | Ternana           | Real Statte          | 3-1       |
| 2016     | Chieti              | Montesilvano      | Lazio                | 2-0       |
| 2017     | Ariccia             | Olimpus           | Montesilvano         | 2-1       |
| 2018     | Terni               | Montesilvano      | Ternana              | 3-6       |
| 2019     | Molfetta            | Kick Off          | Salinis              | 5-3       |
| 2021     | Falconara Marittima | Falconara         | Pescara              | 3-1       |
| 2022     | Genzano di Roma     | Falconara         | Real Statte          | 6-1       |
| 2023     | Mola di Bari        | Bitonto           | Kick Off             | 6-1       |

## Vittorie per club
| Club              | Partecipazioni | Vittorie | Sconfitte | Edizioni vinte         | Edizioni perse   |
| ----------------- | -------------- | -------- | --------- | ---------------------- | ---------------- |
| Real Statte       | 7              | 4        | 3         | 2005, 2006, 2008, 2009 | 2011, 2015, 2022 |
| Pescara           | 5              | 3        | 2         | 2011, 2016, 2018       | 2017, 2021       |
| Falconara         | 2              | 2        | 0         | 2021, 2022             |                  |
| Ternana           | 3              | 1        | 2         | 2015                   | 2014, 2018       |
| Kick Off          | 3              | 1        | 2         | 2019                   | 2012, 2023       |
| Pescara           | 2              | 1        | 1         | 2007                   | 2009             |
| Lazio Femminile   | 2              | 1        | 1         | 2014                   | 2008             |
| ISEF Poggiomarino | 1              | 1        | 0         | 2010                   |                  |
| Pro Reggina       | 1              | 1        | 0         | 2012                   |                  |
| Sinnai            | 1              | 1        | 0         | 2013                   |                  |
| Olimpus           | 1              | 1        | 0         | 2017                   |                  |
| Bitonto           | 1              | 1        | 0         | 2023                   |                  |
| DuePonti Roma     | 1              | 0        | 1         |                        | 2005             |
| Virtus Roma       | 1              | 0        | 1         |                        | 2006             |
| Imolese           | 1              | 0        | 1         |                        | 2007             |
| Torrino           | 1              | 0        | 1         |                        | 2010             |
| AZ Gold           | 1              | 0        | 1         |                        | 2013             |
| Lazio             | 1              | 0        | 1         |                        | 2016             |
| Salinis           | 1              | 0        | 1         |                        | 2019             |